# Bewingen
Bewingen ist ein Stadtteil und Ortsbezirk der Stadt Gerolstein in der gleichnamigen Verbandsgemeinde im Landkreis Vulkaneifel von Rheinland-Pfalz.

## Geographie
Bewingen ist der nördlichste Gemeindeteil der Stadt Gerolstein und liegt drei Kilometer vom Stadtzentrum entfernt. Hier umfließt die Kyll in einem großen Bogen die mächtigen, von West nach Ost ziehenden Dolomit- und Basaltmassive. Das Tal verengt sich, und nur die Bahnlinie, eine Feldstraße und der Fluss haben im Talgrund Platz. Die Straße sucht sich ihren Weg nach Gerolstein über die Bewinger Höhe und verkürzt so den Weg zum nahen Mittelzentrum um einiges. Ursächlich hängt dies zusammen mit den beiden vulkanischen Erhebungen, dem Kasselburgmassiv mit Burlich und dem Hahn auf der westlichen Kyllseite, zwei aufgesetzten Vulkankegeln, und dem Rockeskyller Kopf, ebenfalls einem vulkanischen Vertreter auf der östlichen Kyllseite, die mit ihren vulkanischen Gesteinen und Ablagerungen aus Lava, Aschen und Schlacken der Quartärzeit das Flusstal einengen.
Zum Ortsbezirk Bewingen gehört auch der Wohnplatz Im Wiesental.
Nachbarorte sind Dohm-Lammersdorf im Norden, Rockeskyll im Osten, Pelm im Südosten, das Stadtzentrum von Gerolstein im Süden und die Stadtteile Müllenborn und Roth im Westen.

## Geschichte
Urkundlich wurde Bewingen erstmals im Jahre 1218 als Besitz des Klosters und der Kirche von Niederehe erwähnt. Dort hatten in den Jahren 1162 bis 1175 die Brüder Theoderich, Alexander und Albero von der Burg Kerpen den Prämonstratenserinnen eine Stiftung gemacht. Die nächste schriftliche Erwähnung erfuhr Bewingen im Jahre 1282. In dem Jahr erwarb Gerhard IV. von Blankenheim Ländereien, u. a. Steffeln, Niederbettingen und Bewingen. Im Mittelalter besaßen auch die Herren auf der Kasselburg und auf Burg Gerhardstein (Gerolstein) Grundbesitz und Zehntrechte im Ort.
In der Franzosenzeit, ab 1794, wurde Bewingen der Mairie Rockeskyll zugeordnet. Der Ort blieb auch in preußischer Zeit bei der Bürgermeisterei Rockeskyll.
Nach dem Ersten Weltkrieg gehörte das gesamte Gebiet zum französischen Teil der Alliierten Rheinlandbesetzung. Nach dem Zweiten Weltkrieg wurde Bewingen innerhalb der französischen Besatzungszone Teil des damals neu gebildeten Landes Rheinland-Pfalz.
Am 7. Juni 1969 wurde die bis dahin eigenständige Ortsgemeinde Bewingen mit zu diesem Zeitpunkt 103 Einwohnern nach Gerolstein eingemeindet.

## Politik
Bewingen ist gemäß Hauptsatzung einer von neun Ortsbezirken der Stadt Gerolstein. Er umfasst das Gebiet der ehemaligen Gemeinde Bewingen mit Ausnahme jener Flächen, die südöstlich der Kreisstraße 47 und südlich der Kreisstraße 33 liegen. Der Ortsbezirk wird politisch von einem Ortsbeirat und einem Ortsvorsteher vertreten.
Der Ortsbeirat besteht aus drei Mitgliedern, die bei der Kommunalwahl am 9. Juni 2024 in einer Mehrheitswahl gewählt wurden, und dem ehrenamtlichen Ortsvorsteher als Vorsitzendem.
Hardy Schmidt-Ellinger wurde im November 2014 Ortsvorsteher von Bewingen. Bei der Direktwahl am 26. Mai 2019 wurde er mit einem Stimmenanteil von 96,43 % und am 9. Juni 2024 als einziger Bewerber mit 90,6 % jeweils für weitere fünf Jahre in seinem Amt bestätigt.

## Kultur und Sehenswürdigkeiten

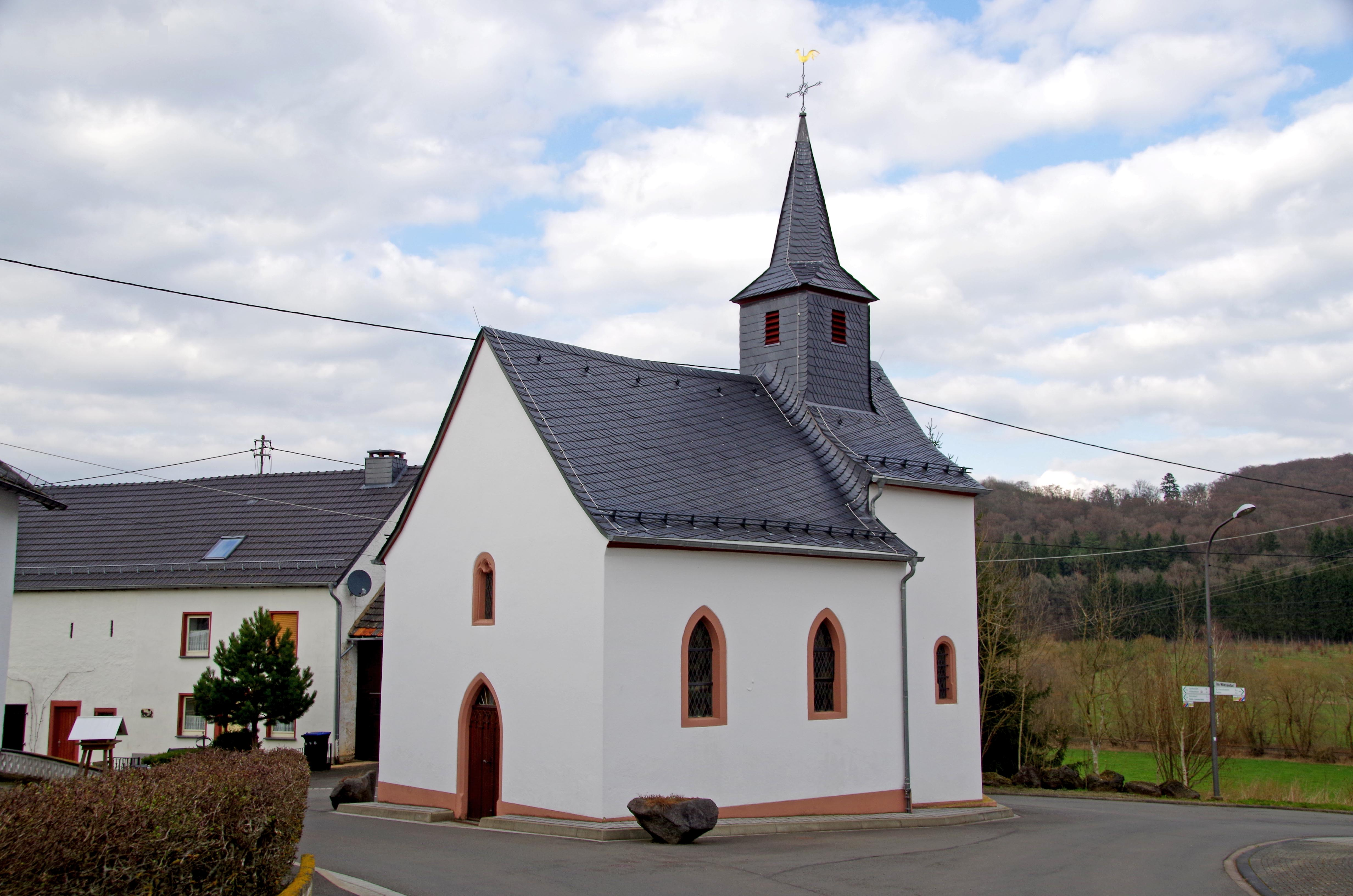
St. Brictius (Bewingen), Kapelle von Süden

Eines der nachweislich ältesten Gebäude ist die kleine, dem heiligen Brixius geweihte Kapelle, die in den Jahren 1744/45 instand gesetzt wurde. Ihr spätgotischer Chor weist auf eine Vorgängerkirche hin, die vermutlich um 1500 erbaut worden war.
Neben der Kapelle wird in der Denkmalliste des Landes Rheinland-Pfalz ein Streckhof (bezeichnet 1914) in der Bewinger Straße 28 als Kulturdenkmal ausgewiesen.

## Wirtschaft und Infrastruktur

### Wirtschaft
Südlich von Bewingen, in Richtung Kernstadt Gerolstein, liegt das Gewerbegebiet Vulkanring/Bewingen. Dort hat sich unter anderem das Mineralwasserunternehmen Gerolsteiner Brunnen angesiedelt.

### Verkehr
Bewingen liegt an der Landesstraße 29, die Gerolstein mit Dohm-Lammersdorf verbindet.
Zwischen Bewingen und der Kyll verläuft die Eifelstrecke. Der Bahnhof Bewingen wurde allerdings aufgegeben, so dass sich das Angebot an öffentlichen Verkehrsmitteln auf den Bus beschränkt.
Parallel zur Kyll verläuft auch der Kyll-Radweg.